# Mieroszów
Mieroszów (tuż po wojnie Fyrląd Wałbrzyski, niem. Friedland in Niederschlesien) – miasto w Polsce, w województwie dolnośląskim, w powiecie wałbrzyskim, siedziba gminy miejsko-wiejskiej Mieroszów, w Kotlinie Mieroszowskiej, u podnóża Gór Suchych w Sudetach Środkowych na Dolnym Śląsku. W latach 1975–1998 miasto administracyjnie należało do województwa wałbrzyskiego.
Według danych GUS z 1 stycznia 2023 r. miasto zamieszkiwało 3790 osób (650. miejsce w kraju).

## Historia
Mieroszów uzyskał lokację miejską w 1303 roku, ponowioną przed 1326. Ok. 1354 osada uzyskała prawa miejskie, od początku XVI w. znajdowało się w posiadaniu Hochbergów z Książa. W XVII rozwinęło się tkactwo, w 1647 uruchomiono wielki młyn papierniczy. W swojej historii było wielokrotnie niszczone, w 1427 napadli i złupili je husyci, w latach 1584-1585 ludność zdziesiątkowała epidemia, w latach 1630 i 1646 zabudowę niszczyły pożary. W XVIII po wojnach śląskich straciło swoją pozycję i podupadło, w 1880 rozebrano grożący zawaleniem renesansowy ratusz. Niszczała również zabudowa, część kamienic rozebrano, wiele innych przebudowano. W XX wieku Mieroszów stał się zapleczem mieszkaniowym pobliskiego Wałbrzycha. W miejscowości od 8 IX 1944 do 9 V 1945 znajdował się obóz pracy - filia niemieckiego obozu koncentracyjnego Groß-Rosen, w której było uwięzionych ponad 500 polskich i słowackich Żydów, pracujących głównie przy wytwarzaniu śmigieł samolotów w miejscowej fabryce. Pod koniec istnienia obozu przeniesiono tu część więźniów z obozu Arbeitslager Riese. Łączną liczbę więźniów z obu obozów, którzy umarli podczas pobytu w Mieroszowie szacuje się na ponad 120. Po 1945 rozwinął się przemysł drzewny i materiałów budowlanych, uruchomiono Zakłady Przemysłu Lniarskiego Camela.

## Zabytki

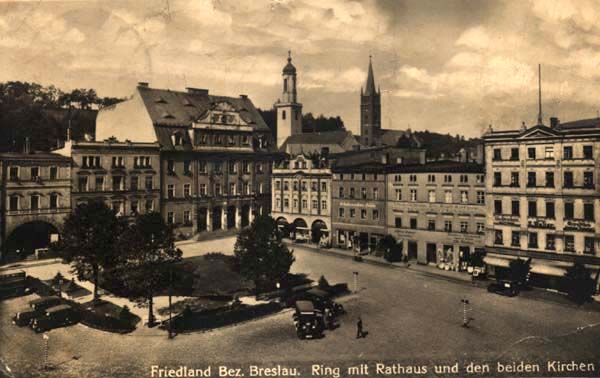
Mieroszów (Friedland) Rynek

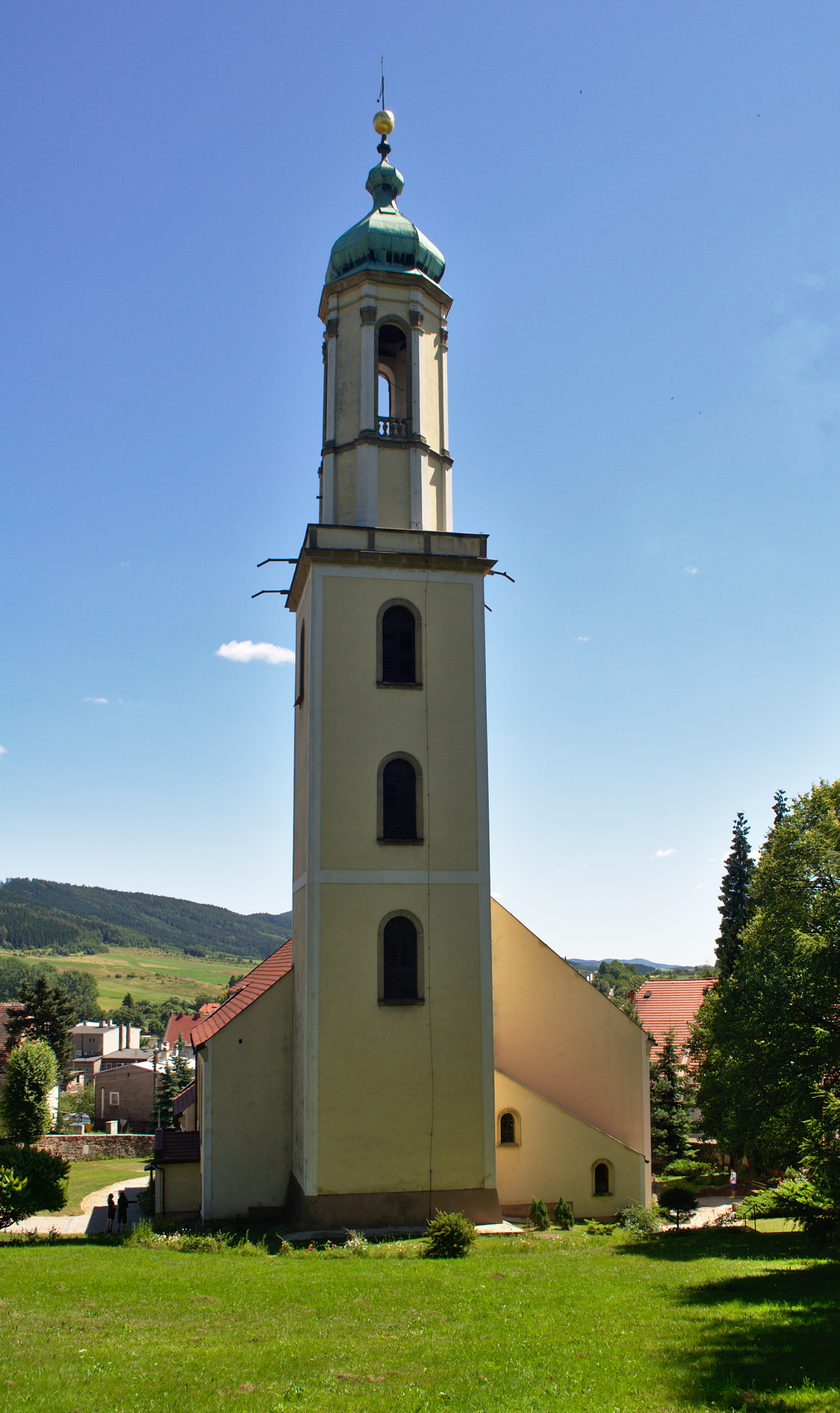
Kościół pw. św. Michała Archanioła

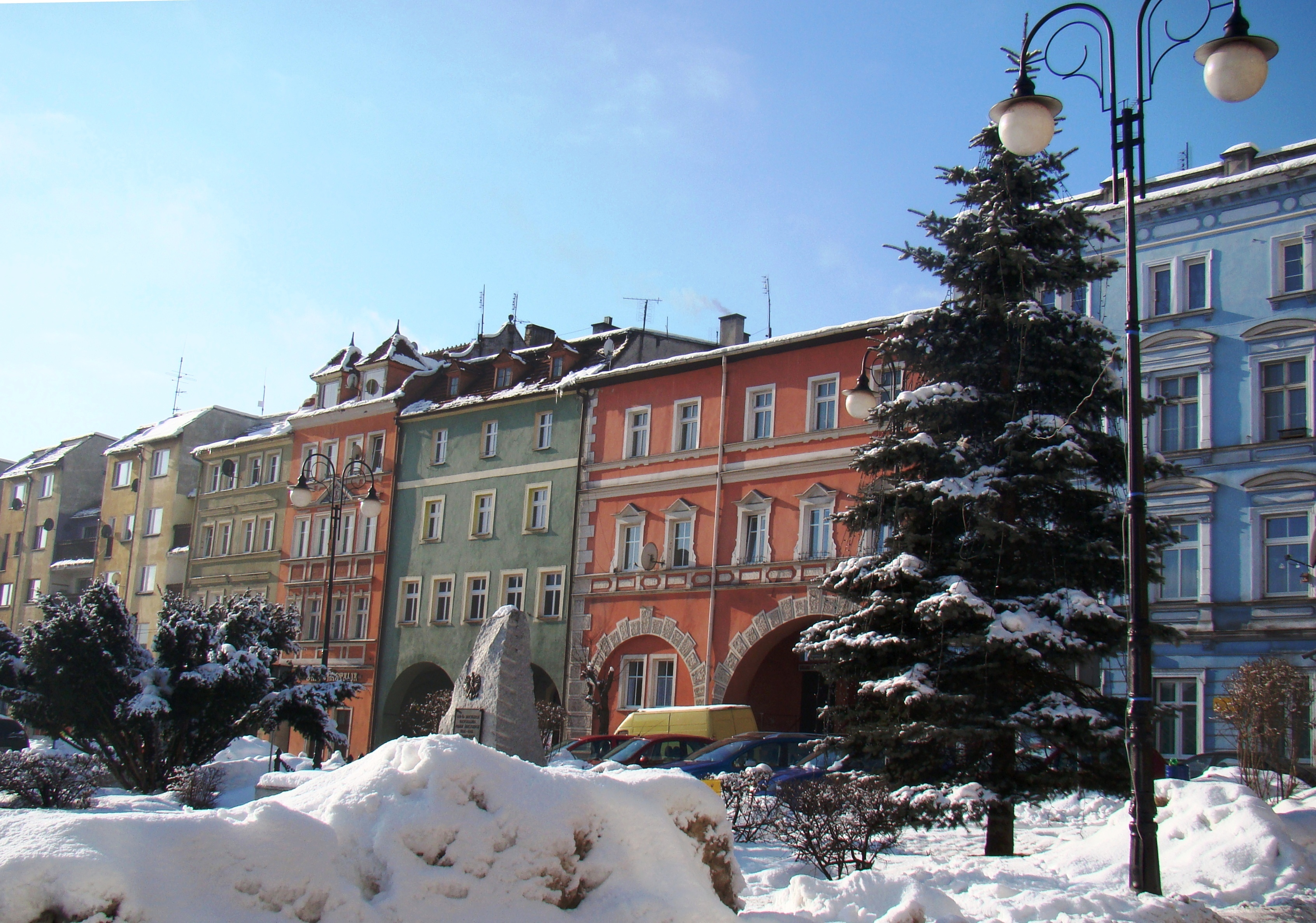
Kamieniczki na rynku w Mieroszowie

Do wojewódzkiego rejestru zabytków wpisane są:
- miasto
- kościół św. Michała Archanioła, z pocz. XVII w., przeb. w pierwszej ćw. XVIII w., kiedyś na miejscu dzisiejszego kościoła stał zamek. Został zbudowany według podań przez księcia świdnicko-jaworskiego Bolka I w końcu XIII wieku. Zamek zniszczyły wojska w czasie wojen husyckich w 1427 roku
- plebania, ul. Kościelna 10, z 1589 r., XIX w.
- poczta, ul. Kopernika 9, z pocz. XIX w.
- dawna szkoła ewangelicka, ul. Kościelna 6, z 1757 r.
- dom, ul. Kościelna 8, z XVIII w.
- dawna szkoła ewangelicka, ul. Kościelna 9, z 1574 r., XVIII w., XIX w.
- barokowe i klasycystyczne kamieniczki:
  - dom, ul. Niepodległości 1, z k. XVIII w., pocz. XX w.
  - dom, ul. Niepodległości 3/4, z XVII w., pocz. XX w.
  - dom, ul. Niepodległości 5, z k. XVII w., pocz. XX w.
  - fasada domu, ul. Niepodległości 6, z pocz. XIX w.
  - dom, ul. Niepodległości 7, z XVI-XIX w.,
  - dom, ul. Niepodległości 17, z 1838 r., pocz. XX w.
  - dom, ul. Niepodległości 27, z 1734 r., pocz. XX w.
- dwór, ul. Strzelców 1, z k. XVIII w.
- dawna tkalnia, obecnie żłobek i przedszkole, ul. Wolności 27, z pierwszej poł. XVIII w.
- sąd, ob. gimnazjum, ul. Żeromskiego 30, z l. 1905-1906

inne zabytki:
- cmentarz żydowski

## Demografia
Piramida wieku mieszkańców Mieroszowa w 2014 roku.

## Miasto w kulturze
W Mieroszowie w roku 1972 nakręcono serial Gruby, osadzony w realiach pierwszych lat na Ziemiach Odzyskanych. Wydarzenie upamiętnia utworzony w roku 2020 mural oraz skwer nazwany im. Grubego.

## Wspólnoty wyznaniowe
- Kościół rzymskokatolicki:
  - parafia św. Michała Archanioła
- Świadkowie Jehowy:
  - zbór Mieroszów (Sala Królestwa Kowalowa ul. Wałbrzyska 33)[11]

## Miasta partnerskie
Frýdlant nad Ostravicí  Czechy

## Sport
Mieroszów znany jest wśród miłośników sportów lotniczych - znajduje się tam popularne startowisko na górze Jatki(Nowe Siodło) z bardzo dobrym zboczem treningowym dla lotni i paralotni, odpowiednim na południowe wiatry, a także z jedyną rampą lotniową w Polsce.
W Mieroszowie działa klub piłkarski TKS Biały Orzeł Mieroszów, w sezonie 2008/2009 występujący w klasie okręgowej podokręgu Wałbrzych.

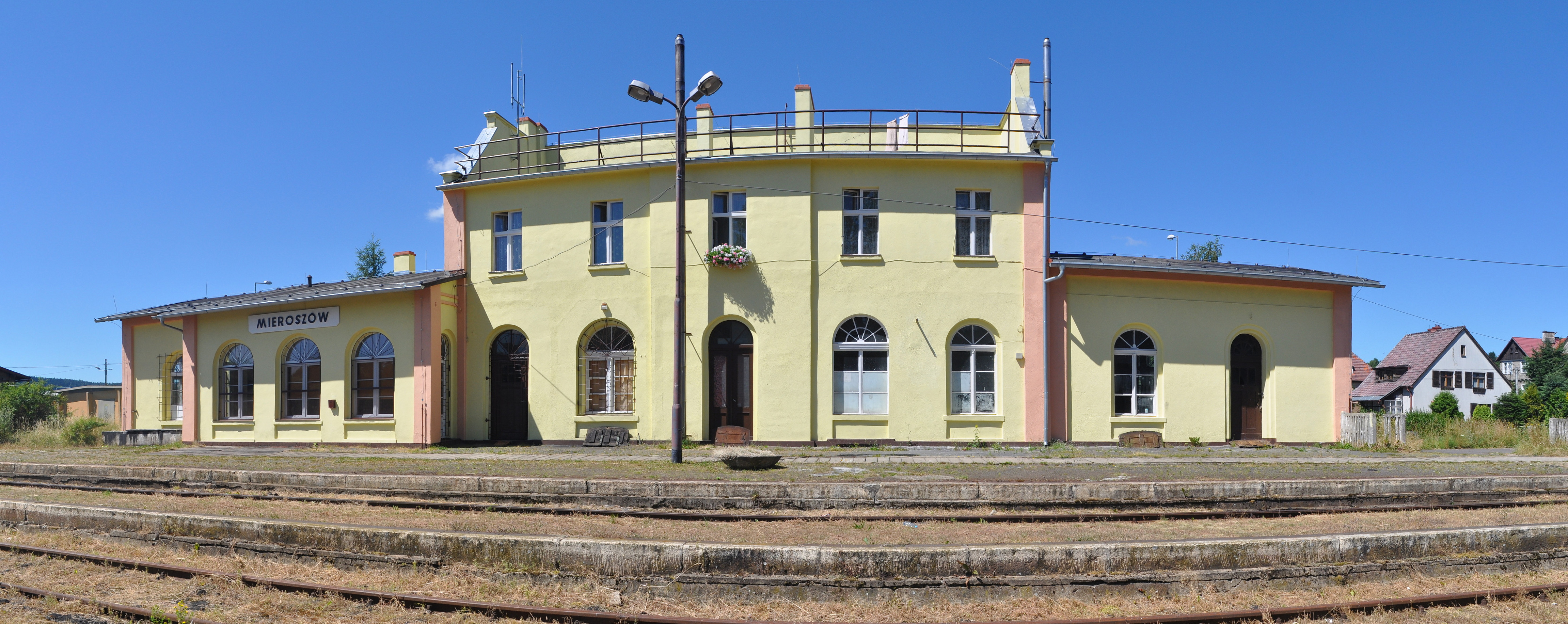
Stacja kolejowa w Mieroszowie

## Komunikacja
Do Mieroszowa kursują autobusy komunikacji miejskiej z Wałbrzycha przez Nowy Glinik, Unisław Śląski, Sokołowsko i Kowalową. Od 1 kwietnia 2017 autobus linii 15 kursuje do czeskiego Meziměstí.
Znajduje się w nim również stacja kolejowa, przez którą od 28 kwietnia 2018 kursują sezonowe weekendowe pociągi osobowe Kolei Dolnośląskich łączące Polskę z Czechami.